# Sarah Knafo
Sarah Knafo (ur. 24 kwietnia 1993 w Les Pavillons-sous-Bois) – francuska polityk i urzędniczka, posłanka do Parlamentu Europejskiego X kadencji.

## Życiorys
Ukończyła studia z ekonomii i nauk politycznych na Université Panthéon-Sorbonne. Została również absolwentką Instytutu Nauk Politycznych w Paryżu oraz École nationale d’administration. Podjęła pracę jako audytorka w Trybunale Obrachunkowym.
Stała się bliską współpracowniczką i doradczynią Érica Zemmoura, który został również jej partnerem życiowym. W wyborach w 2024 z ramienia założonej przez niego partii Reconquête Sarah Knafo uzyskała mandat posłanki do Europarlamentu X kadencji.